# Imola
Lizzano in Belvedere là một đô thị ở tỉnh Bologna vùng Emilia-Romagna của Ý, có vị trí khoảng 50 km về phía tây nam của Bologna. Tại thời điểm ngày 31 tháng 12 năm 2004, đô thị này có dân số 2.275 người và diện tích là 85,7 km².
Lizzano in Belvedere giáp các đô thị sau: Fanano, Gaggio Montano, Montese, Pistoia, Porretta Terme, San Marcello Pistoiese, Sestola.